# Ellisina izuensis
Ellisina izuensis is een mosdiertjessoort uit de familie van de Ellisinidae. De wetenschappelijke naam van de soort is voor het eerst geldig gepubliceerd in 1981 door Mawatari & Mawatari.